# Jean Dumont (architecte)
Pour les articles homonymes, voir Jean Dumont et Dumont.
Jean Dumont, né le 4 juillet 1923 à Commercy et mort le 17 janvier 2007 à Paris, est un architecte français.

## Biographie
Fils d'un ingénieur des chemins de fer, Jean Dumont poursuit ses études secondaires au Lycée Gérôme de Vesoul puis au lycée Carnot à Paris. Il obtient son baccalauréat de philosophie en 1940 et entre à l'École nationale supérieure des beaux-arts. La guerre interrompt ses projets et il s'engage volontairement. Il est finalement diplômé des Beaux-Arts en 19548. De 1947 à 1952, il est collaborateur de l'architecte Michel Roux-Spitz.
Inspecteur général des bâtiments civils et palais nationaux, il est notamment architecte en chef du domaine national de Versailles de 1978 à 1985, où il a supervisé la construction de l'escalier monumental prévu en 1772 par Ange-Jacques Gabriel, jamais réalisé par ce dernier. Auparavant, il fut conservateur du domaine national de Compiègne à partir de 1961 et conservateur du domaine national de Malmaison de 1969 à 1971.
A côté de son activité dans le domaine patrimonial, Jean Dumont a réalisé quelques projets, dans lesquels il applique les principes de l'architecture moderne. Il conçoit notamment l'ensemble situé à Paris sur la parcelle entre la rue des Amandiers, la rue de Ménilmontant, la rue des Platrières et la rue Sorbier et composé d'une résidence dans une barre verticale et d'équipements culturels caractérisés par leurs volumes bas.